# Vilayat Eyvazov
Vilayat Suleyman oghli Eyvazov (en azéri:Vilayət Süleyman oğlu Eyvazov; né le 28 juin 1968 à Abragunus, est un homme d’état et homme politique azerbaïdjanais, ministre des affaires intérieures de l’Azerbaїdjan depuis le 20 juin 2019 avec le grade de Colonel-général.

## Biographie
Eyvazov Vilayat Suleyman oghlu est né le 28 juin 1968 dans le village d'Abragunus, région de Djoulfa. En 2000, il est diplômé avec distinction de l'Académie de police du Ministère de l'intérieur de la République d'Azerbaïdjan.
Service militaire obligatoire accompli dans les rangs des forces armées. Depuis novembre 1994, il est membre des organes des affaires intérieures. Ilcommence son activité dans les organes des affaires intérieures en tant que policier et occupe de divers postes dans la structure du département des enquêtes criminelles; chef adjoint du département au sein du département principal des enquêtes criminelles au ministère de l'intérieur de l'Azerbaïdjan.
En 2001-2005, il travaille en tant qu’administrateur général et chef de la Direction principale de la lutte contre le crime organisé.
Par arrêté №753 du Président de la République d'Azerbaïdjan en date du 14 avril 2005, il est nommé Vice-Ministre des Affaires Intérieures de la République d'Azerbaïdjan.
Par arrêté du Président de la République d'Azerbaïdjan en date du 20 juin 2019, il est démis de ses fonctions de Vice-Ministre de l'intérieur et nommé par un autre arrêté Ministre de l'intérieur de l'Azerbaïdjan,.
Il est marié. Il a trois enfants.

## Titres, récompenses et prix
Vilayat Eyvazov reçoit de divers prix pour son travail fructueux dans la lutte contre la criminalité, la protection de la Constitution de l'État et la structure de l'État, dans la garantie de la sécurité. Il reçoit également l'Ordre de la «bannière azerbaïdjanaise» par décret du Président de la République d'Azerbaïdjan du 30 juin 2002. Par ordre du Président de la République d'Azerbaïdjan de 2004, il obtient le grade spécial de général de division de la police et, en 2006, le grade spécial de lieutenant général de police. Depuis 2019 V.Eyvazov a le grade de colonel général de police.